# Sertularella areyi
Sertularella areyi är en nässeldjursart som beskrevs av Nutting 1904. Sertularella areyi ingår i släktet Sertularella och familjen Sertulariidae. Inga underarter finns listade i Catalogue of Life.